# Sigismund Waitz
Sigismund Waitz (ur. 29 maja 1864 w Bressanone, zm. 30 października 1941 w Salzburgu) – austriacki duchowny katolicki, biskup pomocniczy Bolzano-Bressanone 1913-1921, administrator apostolski w Innsbruck-Feldkirch 1921-1938 i arcybiskup Salzburga 1934-1941.

## Życiorys
Święcenia kapłańskie otrzymał 29 września 1886.
9 maja 1913 papież Pius X mianował go biskupem pomocniczym Bolzano-Bressanone. 8 czerwca 1913 z rąk biskupa Franza Eggera przyjął sakrę biskupią. 
W 1921 papież Benedykt XV mianował go administratorem apostolskim w Innsbruck-Feldkirch. 10 grudnia 1934 objął obowiązki arcybiskupa Salzburga.